# Volldisjunktion
Als Volldisjunktion (auch: Maxterm) bezeichnet man in der Aussagenlogik einen speziellen Disjunktionsterm, d. h. eine Anzahl von Literalen, die alle durch ein logisches Oder ({\displaystyle \vee }) verknüpft sind. Dabei müssen alle {\displaystyle n} Variablen der betrachteten {\displaystyle n}-stelligen Booleschen Funktion im Disjunktionsterm vorkommen, um von einer Volldisjunktion sprechen zu können. Beispiele sind:
- {\displaystyle e_{1}\vee e_{2}}
- {\displaystyle e_{1}\vee \neg e_{2}\vee e_{3}}
- {\displaystyle \neg e_{1}\vee e_{2}\vee e_{3}}

Volldisjunktionen lassen sich zu einer konjunktiven Normalform zusammensetzen.

## Vergleich Minterm / Maxterm
In folgender Tabelle ist der Unterschied zwischen der Maxterm- und Mintermdarstellung ersichtlich:
| Index | {\displaystyle x_{2}} {\displaystyle x_{1}} {\displaystyle x_{0}} | Minterm                                                      | Maxterm                                                  |
| ----- | ----------------------------------------------------------------- | ------------------------------------------------------------ | -------------------------------------------------------- |
| 0     | 0 0 0                                                             | {\displaystyle \neg x_{2}\wedge \neg x_{1}\wedge \neg x_{0}} | {\displaystyle x_{2}\vee x_{1}\vee x_{0}}                |
| 1     | 0 0 1                                                             | {\displaystyle \neg x_{2}\wedge \neg x_{1}\wedge x_{0}}      | {\displaystyle x_{2}\vee x_{1}\vee \neg x_{0}}           |
| 2     | 0 1 0                                                             | {\displaystyle \neg x_{2}\wedge x_{1}\wedge \neg x_{0}}      | {\displaystyle x_{2}\vee \neg x_{1}\vee x_{0}}           |
| 3     | 0 1 1                                                             | {\displaystyle \neg x_{2}\wedge x_{1}\wedge x_{0}}           | {\displaystyle x_{2}\vee \neg x_{1}\vee \neg x_{0}}      |
| 4     | 1 0 0                                                             | {\displaystyle x_{2}\wedge \neg x_{1}\wedge \neg x_{0}}      | {\displaystyle \neg x_{2}\vee x_{1}\vee x_{0}}           |
| 5     | 1 0 1                                                             | {\displaystyle x_{2}\wedge \neg x_{1}\wedge x_{0}}           | {\displaystyle \neg x_{2}\vee x_{1}\vee \neg x_{0}}      |
| 6     | 1 1 0                                                             | {\displaystyle x_{2}\wedge x_{1}\wedge \neg x_{0}}           | {\displaystyle \neg x_{2}\vee \neg x_{1}\vee x_{0}}      |
| 7     | 1 1 1                                                             | {\displaystyle x_{2}\wedge x_{1}\wedge x_{0}}                | {\displaystyle \neg x_{2}\vee \neg x_{1}\vee \neg x_{0}} |

Realisierung von Schaltungen mit Mintermen / Maxtermen:
|   | Minterm    | Maxterm     |
| - | ---------- | ----------- |
| 0 | NOR-Gatter | AND-Gatter  |
| 1 | OR-Gatter  | NAND-Gatter |

Es existieren auch Vollkonjunktionen.